# Pippu, Hokkaidō
Pippu (比布町 Pippu-chō) là thị trấn thuộc huyện Kamikawa, phó tỉnh Kamikawa, Hokkaidō, Nhật Bản. Tính đến ngày 1 tháng 10 năm 2020, dân số ước tính thị trấn là 3.520 người và mật độ dân số là 40 người/km2. Tổng diện tích thị trấn là 87,29 km2.